# Stephen Schaffer
Pour les articles homonymes, voir Schaffer.
Stephen Schaffer  est un monteur américain.

## Biographie
Stephen Schaffer est le monteur de nombreux films d'animations produits par Pixar. En 2009, recevant le prix du meilleur montage pour le film WALL-E lors de la 58e édition des ACE Awards, il est le premier monteur à être récompensé sur un film d'animation.

## Filmographie partielle

### Comme monteur
- 1999 : Le Géant de fer (Assistant monteur)
- 2001 : Osmosis Jones
- 2004 : Les Indestructibles
- 2005 : Baby-Sitting Jack-Jack
- 2006 : Cars
- 2008 : WALL-E
- 2011 : Cars 2
- 2018 : Les Indestructibles 2